# Cyrtodactylus meesookae
Cyrtodactylus meesookae — вид ящірок з родини геконових (Gekkonidae). Описаний у 2024 році.

## Поширення
Ендемік Таїланду. Виявлений лише у карстовій печері Кхаонампху у селі Тапкванг, округ Каенгкхой, провінція Сарабурі (14°34'33.2"N, 101°08'42.6"E).